# Melitaea romulanigra
Melitaea romulanigra är en fjärilsart som beskrevs av Ruggero Verity 1950. Melitaea romulanigra ingår i släktet Melitaea och familjen praktfjärilar. Inga underarter finns listade i Catalogue of Life.